# Уикстид, Чарльз
Чарльз Уикстид (англ. Charles Wicksteed; 1847, Лидс, Уэст-Йоркшир — 19 марта 1931) — британский инженер и меценат, который, как считается, сконструировал и установил первую публичную детскую горку.
Сын священника. Вырос в Уэльсе, с 16 лет обучался инженерному делу, а в возрасте 21 года открыл свой небольшой бизнес, связанный с производством и ремонтом паровых плугов. В 1876 году открыл в Кеттеринге инженерную мастерскую, а в 1894 году полностью отказался от бизнеса и сосредоточился на изобретательской деятельности. Значительный успех имела сконструированная Уикстидом гидравлическая ножовка; среди других изобретений Уикстида — машина для изготовления бутербродов, производившая около 400 намазанных маслом ломтей хлеба в час.
После Первой мировой войны Уикстид приобрёл крупный земельный участок в окрестностях города и решил обратить его в благотворительное использование, остановившись в конце концов на идее парка отдыха и развлечений. Работы в Парке Уикстида начались в 1921 году, было сооружено искусственное озеро с искусственным водопадом, вокруг озера проведена небольшая узкоколейная железная дорога, оборудованы многочисленные детские площадки. Среди прочего была сконструирована детская горка, которая считается первым сооружением такого рода, установленном в публичном парке.